# Liller 1
Liller 1 ist ein etwa 31.300 Lichtjahre entfernter Kugelsternhaufen im Sternbild Skorpion, der im Jahr 1977 von dem Astronom William Liller entdeckt wurde. Obwohl Liller 1 nummeriert ist, ist es das einzige Objekt, das nach William Liller benannt ist.

## Physikalische Eigenschaften
Liller 1 ist in seiner Gesamterscheinung rötlich, hat also einen niedrigen Farbindex und eine hohe Metallizität. Er besitzt zusammen mit den Kugelsternhaufen NGC 6553, NGC 6440 und NGC 6528 die höchste Metallizität in der Milchstraße. Vermutlich hat sich der Kugelsternhaufen früh während der Entstehung der Milchstraße gebildet und die hohe Metallizität ist seitdem aufgrund der Nukleosynthese in Sternen entstanden.
Eine weitere Besonderheit des Kugelsternhaufens ist ein Röntgendoppelstern der Klasse X-ray Burster.